# Яковлевка (Крым)
Я́ковлевка (до 1948 года Казы́-Эли́; укр. Яковлівка, крымскотат. Qadı Eli, Къады Эли) — село в Белогорском районе Республики Крым, входит в состав Зеленогорского сельского поселения (согласно административно-территориальному делению Украины — Зеленогорского сельского совета Автономной Республики Крым).

## Население
| 2001 | 2014 |
| ---- | ---- |
| 54   | ↘39  |

Всеукраинская перепись 2001 года показала следующее распределение по носителям языка
| Язык             | Процент |
| ---------------- | ------- |
| крымскотатарский | 53.7    |
| русский          | 31.48   |
| белорусский      | 3.7     |
| украинский       | 3.7     |

### Динамика численности
| - 1805 год — 116 чел. - 1864 год — 72 чел. - 1889 год — 12 чел. - 1892 год — 62 чел. - 1902 год — 65 чел. - 1915 год — 78 чел. | - 1926 год — 88 чел. - 1939 год — 108 чел. - 1989 год — 28 чел. - 2001 год — 54 чел. - 2009 год — 57 чел. - 2014 год — 39 чел. |

## Современное состояние
На 2017 год в Яковлевке числится 5 улиц и 1 переулок; на 2009 год, по данным сельсовета, село занимало площадь 20 гектаров на которой, в 11 дворах, проживало 57 человек.

## География
Яковлевка — маленькое село в центре района, в пределах Внутренней гряды Крымских гор. Расположено в балке, впадающей справа в реку Сарысу (приток Биюк-Карасу), высота центра села над уровнем моря — 358 м. Ближайшее село — Балки — в 0,6 км севернее. Расстояние до райцентра — около 15 километров (по шоссе), до железнодорожной станци Симферополь — примерно 42 километра. Транспортное сообщение осуществляется по региональной автодороге 35Н-083 от шоссе «Белогорск — Межгорье» до Яковлевки (по украинской классификации — С-0-10307).

## История
Первое документальное упоминание села встречается в Камеральном Описании Крыма… 1784 года, судя по которому, в последний период Крымского ханства Казы Эли входил в Аргынский кадылык Карасубазарского каймаканства. После присоединения Крыма к России (8) 19 апреля 1783 года, (8) 19 февраля 1784 года, именным указом Екатерины II сенату, на территории бывшего Крымского Ханства была образована Таврическая область и деревня была приписана к Симферопольскому уезду. После Павловских реформ, с 1796 по 1802 год, входила в Акмечетский уезд Новороссийской губернии. По новому административному делению, после создания 8 (20) октября 1802 года Таврической губернии, Казы-Эли был включён в состав Аргинской волости Симферопольского уезда.
По Ведомости о всех селениях в Симферопольском уезде состоящих с показанием в которой волости сколько числом дворов и душ… от 9 октября 1805 года, в деревне Казы-Эли числилось 20 дворов и 116 жителей, исключительно крымских татар. На военно-топографической карте генерал-майора Мухина 1817 года Казы-Эли обозначены как Хазыели с 8 дворами. После реформы волостного деления 1829 года Казы-Эли, согласно «Ведомости о казённых волостях Таврической губернии 1829 года», остался в составе преобразованной Аргинской волости. На карте 1836 года в деревне 13 дворов. Затем, видимо, вследствие эмиграции крымских татар в Турцию, селение заметно опустело и на карте 1842 года деревня Хазы-Эли обозначена условным знаком «малая деревня», то есть, менее 5 дворов.
В 1860-х годах, после земской реформы Александра II, деревню приписали к Зуйской волости, в которой состояла до советских административных реформ 1920-х годов. В «Списке населённых мест Таврической губернии по сведениям 1864 года», составленном по результатам VIII ревизии 1864 года, Казы-Эли — владельческая татарская деревня с 7 дворами, 72 жителями и мечетью при речке Сары-Су. По обследованиям профессора А. Н. Козловского начала 1860-х годов, в селении «имеются в изобилии родники и горные ручейки», также были колодцы с пресной водой глубиной не более 3—5 саженей (6—10 м). На трёхверстовой карте Шуберта 1865—1876 года в деревне Хазы-Эли обозначено 10 дворов. В «Памятной книге Таврической губернии 1889 года» по результатам Х ревизии 1887 года записан, как Кадыр-Чабы, с 2 дворами и 12 жителями. На верстовой карте 1890 года в деревне обозначено 8 дворов с татарским населением.
После земской реформы 1890-х годов деревня осталась в составе преобразованной Зуйской волости. Согласно «…Памятной книжке Таврической губернии на 1892 год», в деревне Казиель, входившей в Аргинское сельское общество, было 62 жителя в 6 домохозяйствах, все безземельные. По «…Памятной книжке Таврической губернии на 1902 год» в деревне Казы-Эли, входившей в Аргинское сельское общество, числилось 65 жителей в 7 домохозяйствах. По Статистическому справочнику Таврической губернии. Ч.II-я. Статистический очерк, выпуск шестой Симферопольский уезд, 1915 год, в деревне Казы-Эли (на земле Улановых) Зуйской волости Симферопольского уезда числилось 13 дворов с татарским населением в количестве 78 человек приписных жителей, из которых 36 мужчин и 42 женщин. Жители землёй не владели В хозяйствах имелось 42 лошадей, 18 волов, 15 коров и 345 голов мелкого скота.
После установления в Крыму Советской власти, по постановлению Крымревкома от 8 января 1921 года была упразднена волостная система и село вошло в состав вновь созданного Карасубазарского района Симферопольского уезда, а в 1922 году уезды получили название округов. 11 октября 1923 года, согласно постановлению ВЦИК, в административное деление Крымской АССР были внесены изменения, в результате которых округа ликвидировались, Карасубазарский район стал самостоятельной административной единицей и село включили в его состав. Согласно Списку населённых пунктов Крымской АССР по Всесоюзной переписи 17 декабря 1926 года, в селе Казы-Эли, Аргинского сельсовета Карасубазарского района, числилось 17 дворов, все крестьянские, население составляло 88 человек, из них 80 татар и 8 немцев. Перед войной, по свидетельству старожилов, в селе было 18 дворов и мечеть. По данным всесоюзной переписи населения 1939 года в селе проживало 108 человек.
В 1944 году, после освобождения Крыма от нацистов, согласно постановлению ГКО № 5859 от 11 мая 1944 года, 18 мая крымские татары из Казы-Эли были депортированы в Среднюю Азию. 12 августа 1944 года было принято постановление № ГОКО-6372с «О переселении колхозников в районы Крыма», в исполнение которого в район завезли переселенцев: 6000 человек из Тамбовской и 2100 — Курской областей, а в начале 1950-х годов последовала вторая волна переселенцев из различных областей Украины. С 25 июня 1946 года Казы-Эли в составе Крымской области РСФСР. В эти годы местное хозяйство вошло в объединённый колхоз «Путь к коммунизму» (в 1960 году реорганизованный в совхоз «Зеленогорский»). Указом Президиума Верховного Совета РСФСР от 18 мая 1948 года, Казы-Эли переименовали в Яковлевку. С 1953 года — в составе Зеленогорского сельсовета. 26 апреля 1954 года Крымская область была передана из состава РСФСР в состав УССР. По данным переписи 1989 года в селе проживало 28 человек. С 12 февраля 1991 года село в восстановленной Крымской АССР, 26 февраля 1992 года переименованной в Автономную Республику Крым. С 21 марта 2014 года в составе Крыма аннексирована Россией.